# The Affair/Episodenliste
Diese Episodenliste enthält alle Episoden der US-amerikanischen Dramaserie The Affair, sortiert nach der US-Erstausstrahlung. Die Showtime-Produktion umfasst fünf Staffeln mit 53 Episoden.

## Übersicht
| Staffel | Episodenanzahl | Erstausstrahlung USA | Erstausstrahlung USA | Deutschsprachige Erstausstrahlung | Deutschsprachige Erstausstrahlung |
| Staffel | Episodenanzahl | Staffelpremiere      | Staffelfinale        | Staffelpremiere                   | Staffelfinale                     |
| ------- | -------------- | -------------------- | -------------------- | --------------------------------- | --------------------------------- |
| 1       | 10             | 12. Oktober 2014     | 21. Dezember 2014    | 14. August 2015                   | 14. August 2015                   |
| 2       | 12             | 4. Oktober 2015      | 20. Dezember 2015    | 7. Oktober 2015                   | 22. Dezember 2015                 |
| 3       | 10             | 20. November 2016    | 29. Januar 2017      | 25. November 2016                 | 3. Februar 2017                   |
| 4       | 10             | 17. Juni 2018        | 19. August 2018      | 18. Juni 2018                     | 20. August 2018                   |
| 5       | 11             | 25. August 2019      | 3. November 2019     | 22. September 2019                | 29. November 2019                 |

## Staffel 1
Die Erstausstrahlung der ersten Staffel war vom 12. Oktober bis zum 21. Dezember 2014 auf dem US-amerikanischen Kabelsender Showtime zu sehen. Die deutschsprachige Fassung veröffentlichte der Video-on-Demand-Anbieter Amazon Instant Video am 14. August 2015.
| Nr. (ges.) | Nr. (St.) | Deutscher Titel         | Originaltitel | Erstausstrahlung USA | Deutschsprachige Erstausstrahlung (D) | Regie          | Drehbuch                                       | Zuschauer (USA) |
| ---------- | --------- | ----------------------- | ------------- | -------------------- | ------------------------------------- | -------------- | ---------------------------------------------- | --------------- |
| 1          | 1         | Sommer                  | 1             | 12. Okt. 2014        | 14. Aug. 2015                         | Mark Mylod     | Sarah Treem Idee: Sarah Treem & Hagai Levi     | 0,51 Mio.       |
| 2          | 2         | Zwei Leben              | 2             | 19. Okt. 2014        | 14. Aug. 2015                         | Jeffrey Reiner | Sarah Treem                                    | 0,51 Mio.       |
| 3          | 3         | Nicht aufwachen!        | 3             | 26. Okt. 2014        | 14. Aug. 2015                         | Jeffrey Reiner | Eric Overmyer                                  | 0,59 Mio.       |
| 4          | 4         | Am Abgrund              | 4             | 2. Nov. 2014         | 14. Aug. 2015                         | Jeffrey Reiner | Melanie Marnich                                | 0,69 Mio.       |
| 5          | 5         | Phoebes Haus            | 5             | 9. Nov. 2014         | 14. Aug. 2015                         | Carl Franklin  | Kate Robin                                     | 0,67 Mio.       |
| 6          | 6         | Alles egal              | 6             | 16. Nov. 2014        | 14. Aug. 2015                         | Carl Franklin  | Dan LeFranc                                    | 0,78 Mio.       |
| 7          | 7         | Frieden?                | 7             | 23. Nov. 2014        | 14. Aug. 2015                         | Ryan Fleck     | Kate Robin                                     | 0,88 Mio.       |
| 8          | 8         | Zurück in Montauk       | 8             | 7. Dez. 2014         | 14. Aug. 2015                         | Ryan Fleck     | Dan LeFranc & Melanie Marnich                  | 0,76 Mio.       |
| 9          | 9         | Ich glaube an die Hölle | 9             | 14. Dez. 2014        | 14. Aug. 2015                         | Jeffrey Reiner | Melanie Marnich & Kate Robin Idee: Dan LeFranc | 0,84 Mio.       |
| 10         | 10        | Dieser eine Moment      | 10            | 21. Dez. 2014        | 14. Aug. 2015                         | Jeffrey Reiner | Sarah Treem                                    | 0,95 Mio.       |

## Staffel 2
Die Erstausstrahlung der zweiten Staffel war vom 4. Oktober bis zum 20. Dezember 2015 auf dem US-amerikanischen Kabelsender Showtime zu sehen. Die deutschsprachige Fassung veröffentlichte der Video-on-Demand-Anbieter Amazon Instant Video vom 7. Oktober bis zum 22. Dezember 2015.
| Nr. (ges.) | Nr. (St.) | Deutscher Titel | Originaltitel | Erstausstrahlung USA | Deutschsprachige Erstausstrahlung (D) | Regie                   | Drehbuch                                  | Zuschauer (USA) |
| ---------- | --------- | --------------- | ------------- | -------------------- | ------------------------------------- | ----------------------- | ----------------------------------------- | --------------- |
| 11         | 1         | 201             | 201           | 4. Okt. 2015         | 7. Okt. 2015                          | Jeffrey Reiner          | Sarah Treem                               | 0,82 Mio.       |
| 12         | 2         | 202             | 202           | 11. Okt. 2015        | 13. Okt. 2015                         | Jeffrey Reiner          | Sarah Treem                               | 0,55 Mio.       |
| 13         | 3         | 203             | 203           | 18. Okt. 2015        | 20. Okt. 2015                         | Anna Boden & Ryan Fleck | Alena Smith                               | 0,65 Mio.       |
| 14         | 4         | 204             | 204           | 25. Okt. 2015        | 27. Okt. 2015                         | John Dahl               | Anya Epstein                              | 0,87 Mio.       |
| 15         | 5         | 205             | 205           | 1. Nov. 2015         | 3. Nov. 2015                          | Laura Innes             | Sharr White                               | 0,86 Mio.       |
| 16         | 6         | 206             | 206           | 8. Nov. 2015         | 10. Nov. 2015                         | Jeffrey Reiner          | David Henry Hwang                         | 0,89 Mio.       |
| 17         | 7         | 207             | 207           | 15. Nov. 2015        | 17. Nov. 2015                         | Anna Boden & Ryan Fleck | Abe Sylvia                                | 0,79 Mio.       |
| 18         | 8         | 208             | 208           | 22. Nov. 2015        | 24. Nov. 2015                         | Laura Innes             | Sharr White                               | 0,84 Mio.       |
| 19         | 9         | 209             | 209           | 29. Nov. 2015        | 1. Dez. 2015                          | Jeffrey Reiner          | David Henry Hwang & Alena Smith           | 0,92 Mio.       |
| 20         | 10        | 210             | 210           | 6. Dez. 2015         | 8. Dez. 2015                          | Scott Winant            | Anya Epstein                              | 0,83 Mio.       |
| 21         | 11        | 211             | 211           | 13. Dez. 2015        | 15. Dez. 2015                         | Michael Slovis          | Abe Sylvia & Sharr White Idee: Abe Sylvia | 0,99 Mio.       |
| 22         | 12        | 212             | 212           | 20. Dez. 2015        | 22. Dez. 2015                         | Jeffrey Reiner          | Sarah Treem                               | 1,11 Mio.       |

## Staffel 3
Die Erstausstrahlung der dritten Staffel war vom 20. November 2016 bis zum 29. Januar 2017 auf dem US-amerikanischen Kabelsender Showtime zu sehen. Die deutschsprachige Fassung veröffentlichte der Video-on-Demand-Anbieter Amazon Instant Video vom 25. November 2016 bis zum 3. Februar 2017.
| Nr. (ges.) | Nr. (St.) | Deutscher Titel          | Originaltitel | Erstausstrahlung USA | Deutschsprachige Erstausstrahlung (D) | Regie                      | Drehbuch                                    | Zuschauer (USA) |
| --- | --------- | ------------------------ | ------------- | -------------------- | ------------------------------------- | -------------------------- | ------------------------------------------- | --------------- |
| 23 | 1         | Schatten eines Schattens | 301           | 20. Nov. 2016        | 25. Nov. 2016                         | Jeffrey Reiner             | Sarah Treem                                 | 0,59 Mio.       |
| Die dritte Staffel beginnt drei Jahre nach dem Ende der Handlung der zweiten Staffel. Anders als bisher zeigt die erste Episode ausschließlich Noahs Sicht der Dinge. Noahs Perspektive: Noah Solloway hat seine Gefängnisstrafe abgesessen und trauert zu Beginn der Folge um seinen kürzlich verstorbenen Vater. Er hat außerdem sein Vermögen verloren und wohnt bei seiner Schwester, deren Ehemann ihn als Schmarotzer empfindet. Während der Trauerfeier sieht er das erste Mal den Mann, der ihn die ganze Folge über immer wieder beobachtet und ihn verfolgt. Obwohl seine Schwester den Vater zum Ende seiner Lebenszeit gepflegt hat, erbt Noah das Elternhaus. Noah unterrichtet außerdem an einer Universität Literatur und lernt dort die Arbeitskollegin Professor Juliette Le Gall kennen. Auf einer Party kommen sich die beiden näher, Noah wendet sich jedoch von ihr ab und geht nach Hause. Dort wird er von einer unbekannten Person in den Hals gestochen und geht stark blutend zu Boden. |           |                          |               |                      |                                       |                            |                                             |                 |
| 24 | 2         | Arrangements             | 302           | 27. Nov. 2016        | 2. Dez. 2016                          | John Dahl                  | Anya Epstein                                | 0,58 Mio.       |
| Die Handlung der zweiten Folge beginnt ein Jahr vor der ersten Folge. Helens Perspektive: Helen ist mit Dr. Vic Ullah zusammen, der in das Kellerappartement ihres Hauses gezogen ist, und arbeitet als Maklerin. Sie besucht Noah im Gefängnis, obwohl die beiden nicht mehr zusammen sind. Noah ist nur daran interessiert, seine Kinder zu sehen, Helen möchte diese aber nicht mit ins Gefängnis bringen, weil Noah dort regelmäßig zusammengeschlagen wird. Zusammen mit Vic besucht sie ihre älteste Tochter Whitney, die mit dem deutlich älteren Künstler Furkat zusammen lebt. Helen ist besorgt, dass sie ihre Ausbildung vernachlässigt, aber Whitney und Furkat sind überzeugt, dass sie als seine Assistentin mehr lerne. Helen bricht den Besuch ab und zurück zu Hause kommt es zu einem Streit zwischen Vic und Helen über deren Lebenssituation. Helen ist unzufrieden mit der halbseparaten Wohnsituation der beiden, worauf Vic symbolisch seine Sachen aus dem Keller holt und nach oben in Helens Wohnung zieht. Alisons Perspektive: Alison fährt am Todestag ihres Sohnes mit dem Zug in ihre Heimatstadt Montauk, wo sie sich ein Zimmer gemietet hat, um um ihn zu trauern. Sie hatte ihren Exmann und ihre Tochter Joanie für sechs Monate verlassen und sich in psychiatrische Behandlung begeben. Ihr Exmann Cole, der auch der leibliche Vater ihrer Tochter ist, und seine zweite Ehefrau Luisa hatten sich währenddessen um das Mädchen gekümmert. Da es für Joanie sehr schwer war, dass ihre Mutter fortgegangen war, verweigern ihr Cole und Luisa den Kontakt zu ihrer Tochter. In einem Gespräch in einer Bar erzählt Alison ihrem ehemaligen Chef Oscar Hodges, wie sie, als es ihr psychisch sehr schlecht ging, das Sorgerecht für ihre Tochter an Cole und Luisa abgetreten hat und dass ihre psychischen Probleme anfingen, als ihre Tochter in das Alter kam, in dem ihr Sohn ertrunken ist. Cole ändert später seine Meinung und sie darf ihre Tochter doch wiedersehen. |           |                          |               |                      |                                       |                            |                                             |                 |
| 25 | 3         | Versuchter Mord          | 303           | 4. Dez. 2016         | 9. Dez. 2016                          | Jeffrey Reiner             | David Henry Hwang                           | 0,66 Mio.       |
| Juliettes Perspektive: Nachdem Juliette den Tag über heimlich Noahs Buch gelesen hat, ist er abends zusammen mit ein paar Studenten bei ihr zum Abendessen zu Besuch. Dabei kommen sich die beiden näher, Noah zieht sich jedoch zurück und verlässt die Party. Nachdem auch die anderen Gäste gegangen sind, bemerkt Juliette, dass Noah sein Jacket vergessen hat. In der Tasche findet sie einen Zettel mit seiner Adresse. Dort angekommen findet sie Noah stark blutend auf dem Boden liegend. Noahs Perspektive: Noahs Teil schließt sich zeitlich direkt an Juliettes an. Während er halb bewusstlos ins Krankenhaus gefahren und operiert wird, werden Momente aus seinem Gefängnisaufenthalt gezeigt. Unter anderem ist John Gunther aus seinem ehemaligen Schwimmteam Wärter in dem Gefängnis, in dem Noah inhaftiert war. Nach der OP besucht Helen Noah im Krankenhaus. Die Krankenschwester erzählt ihm, was zu dem Vorfall bekannt ist, aber Noah kann sich lediglich daran erinnern, dass er dabei war, den Abwasch zu erledigen. Als Noah aus dem Krankenhaus entlassen wird, holt seine Schwester Nina ihn ab. Noah möchte zunächst zu Juliette, um zu erfahren, warum sie in seiner Wohnung war. Anschließend übernachtet er bei ihr. In den Rückblenden wird gezeigt, wie Noah von John eine Schreibmaschine erhält. Er entwickelt dabei eine seltsame Besessenheit von Noah. |           |                          |               |                      |                                       |                            |                                             |                 |
| 26 | 4         | Rest des Lebens          | 304           | 11. Dez. 2016        | 16. Dez. 2016                         | John Dahl                  | Stuart Zicherman                            | 0,67 Mio.       |
| Coles Perspektive: Cole feiert den fünften Geburtstag seiner Tochter Joanie. Seine neue Frau Luisa und Alison konkurrieren dabei um die Fürsorge um Joanie. Nachdem Louisa Joanie als ihre Tochter akzeptiert hat, fällt es ihr schwer, die Vormundschaft wieder mit ihrer leiblichen Mutter zu teilen. Während Luisa Cole ihre Gefühle zu der Situation erklärt, klingelt die Polizei und fragt nach Coles Alibi für den Tatzeitpunkt des Überfalls auf Noah. Luisa gibt ihm spontan ein falsches Alibi, weiß aber selbst nicht, wo er gewesen ist. Als Cole sich anschließend bei Alison beschwert, dass sie ihn nicht über Noahs Freilassung informiert hat, entschuldigt sie sich für die Verkomplizierung seiner Lebenssituation. Cole küsst sie daraufhin. Alisons Perspektive: Alison spielt mit Joanie auf dem Spielplatz, die über ein Klettergerüst balancieren will. Die aus Coles Sicht gefährliche Situation wird aus Alisons Sicht deutlich harmloser dargestellt. Cole und die Mitarbeiterin des Jugendamtes zeigen gar kein Interesse. Anschließend versucht sie den juristischen Beistand von Joanie zu überzeugen, dass sie bereit für unbeaufsichtigte Besuche ihrer Tochter ist. Das Amt ist nicht davon überzeugt, verweist auf alte psychologische Gutachten und auf die Tatsache, dass sie formell immer noch mit Noah verheiratet ist. Am Abend bekommt sie Besuch von der Kriminalpolizei, die den versuchten Mord an Noah untersucht. Auf Joanies Geburtstagsparty versucht Luisa, sie von ihrer Mutter fernzuhalten. Noah setzt Joanie gegen deren Willen auf das Pferd, von dem sie herunterfällt. Anders als in Coles Erinnerung tröstet nicht Alison die Kleine, sondern Luisa. Als Alison die Party verlässt, trägt Luisa ihr den selbstgebackenen Kuchen hinterher und beschuldigt Alison, dass sie ihre Bedürfnisse nicht hinter Joanies anstellen könne. Als Cole sie abends besucht, zeigt sie ihm das selbstgebastelte Puppenhaus, das sie Joanie zum Geburtstag schenken möchte. Anschließend haben die beiden Sex. Am nächsten Morgen kommt Luisa bei Alison vorbei, um ihr zu sagen, dass Joanie am Dienstag bei Alison übernachten darf. Auf dem Weg in die Stadt trifft sie Noah, der ihr entgegenkommt. |           |                          |               |                      |                                       |                            |                                             |                 |
| 27 | 5         | Nur ein Tag              | 305           | 18. Dez. 2016        | 23. Dez. 2016                         | Jeffrey Reiner             | Sharr White                                 | 0,72 Mio.       |
| Alisons Perspektive: Noah hat bei Alison übernachtet. Sie erklärt ihm am nächsten Morgen, dass sie wegen des Sorgerechtsstreits nicht mit ihm gesehen werden darf. Er überredet sie, noch einen gemeinsamen Tag mit ihm zu verbringen, und sofern sie es dann weiterhin möchte, die Scheidungspapiere zu unterzeichnen; diesen verbringen sie auf Block Island. Alison spricht ihn darauf an, warum er nie die Wahrheit ans Licht bringen wollte, dass Alison den Tod ihrer Schwagers mitverursacht hat und auf Notwehr hätte plädieren können. Weil sie die letzte Fähre von der Ausflugsinsel zurück zum Festland verpassen, verbringen sie die Nacht in einem Hotel. Dort erzählt sie Noah davon, dass sie Joanie verlassen hat, weil sie psychische Probleme hatte. Noahs Perspektive: Ein Rückblick zeigt Noahs Zeit im Gefängnis. Alison besucht Noah im Gefängnis und erzählt, dass sie gerade zurück in Montauk sei. In der Folgezeit drangsalierte der sadistische Gefängniswärter John Gunther Noah weiter, nahm ihm zum Beispiel die einzige Kopie eines Manuskriptes für sein nächstes Buch ab. Zurück in der Gegenwart erzählen Alison und Noah auf Block Island von ihren traumatischen Erlebnissen rund um den Tod ihrer Mütter und haben später Sex. Noah hat in der Nacht einen Alptraum davon, wie John ihn im Gefängnis damit provoziert hat, dass er auf das Bild von Alison masturbiert hatte und dafür, dass er ihn daraufhin angegriffen hat, in Einzelhaft gesperrt wurde. Nachdem Noah beobachtet hat, wie Alison ihre Tochter abholt, halluziniert er an einer roten Ampel, dass er von John Gunther verfolgt und von dessen Pickup gerammt wird, woraufhin Noah einen Unfall baut. |           |                          |               |                      |                                       |                            |                                             |                 |
| 28 | 6         | Alte Heimat              | 306           | 1. Jan. 2017         | 6. Jan. 2017                          | Agnieszka Holland          | Alena Smith                                 | 0,48 Mio.       |
| Helens Perspektive: Noah erscheint nicht zu einem Gespräch mit Martin beim Schulleiter. Es ist dessen letzte Chance, die Highschool abzuschließen, da er schon 19 ist und bereits zweimal das Abschlussjahr wiederholt hat. Während Helen Noah verteidigt, wirft Martin ihr vor, dass sie nicht alle Verbindungen zu ihm kappt. Anschließend sucht Helen nach Noah bei seiner Schwester Nina. Diese wirft Helen vor, Noah nie richtig gekannt zu haben und nie den emotionalen Ballast, den der Tod seiner Mutter verursacht hat, gesehen zu haben. Sie fragt Helen, wer wirklich das Unfallfahrzeug gefahren habe. Helen trifft sich daraufhin mit Max und verführt ihn, obwohl er in Kürze heiraten wird. Als sie anschließend auf dem Boden sitzen, versucht sie mit ihm über die Collegezeit zu reden. Max schmeißt sie daraufhin raus, weil es aus seiner Sicht wieder nur um Noah, statt um ihn und Helen gehe. Martin kommt später nach Hause und erzählt, dass er den Tag mit Noah am Seehaus verbracht habe. Helen fährt die Nacht durch und findet Noah dort, wie er halluzinierend im See mit jemandem kämpft. Noahs Perspektive: Noah bringt Juliette ihr lädiertes Auto zurück. Er übernachtet bei ihr und am nächsten Tag macht er sich auf zu dem Haus, das er von seinem Vater geerbt hat. Während er beginnt, es auszumisten, trifft er alte Schulfreunde in der Stadt und auch sein Sohn Martin, der Zeit alleine verbringen möchte, kommt zum Haus von Noahs Vater. Abends sind beide zum Essen bei Noahs Freunden eingeladen. Noah fühlt sich plötzlich schlecht und bricht zu Hause zusammen. Als es ihm besser geht, zeigt er Martin den letzten Brief seiner Großmutter aus der Nacht, als sie gestorben ist. Durch die Geschichte aus seiner Vergangenheit kommen sich Martin und Noah näher, und Martin verspricht ihm, die Schule ab jetzt ernster zu nehmen. Am nächsten Morgen denkt Noah zunächst, dass Martin weg sei. Er geht zum See und sieht jemanden, der Martin ähnelt. Er rennt ins Wasser, von Nahem sieht er, dass es eine Halluzination seines jüngeren Ichs ist. |           |                          |               |                      |                                       |                            |                                             |                 |
| 29 | 7         | Du kennst mich nicht     | 307           | 8. Jan. 2017         | 13. Jan. 2017                         | Jeffrey Reiner             | Anya Epstein                                | 0,65 Mio.       |
| Helens Perspektive: Helen ist mit Noah auf dem Rückweg vom Seehaus und nimmt ihn mit zu sich. Ihr Freund Vic wirft ihr vor, dass sie Noah noch liebe und ihn nur deshalb noch unterstütze. Nachdem sie Vic mehrfach angelogen hat, dass Noah wieder weg sei, zieht Vic aus. Helen konfrontiert Noah damit, dass er sich selbst bestrafe, verzeiht ihm und will wieder mit ihm zusammen sein. Die beiden haben Sex. Noahs Perspektive: Auf dem Rückweg kauft Noah im Jagd- und Fischereigeschäft von Gunthers Familie ein Messer und versucht, von Johns Mutter mehr über seinen Peiniger aus dem Gefängnis zu erfahren. Während er sich in Helens Kellerwohnung ausschläft, träumt er von der Zeit in Einzelhaft und davon, wie John ihn im Gefängnis ohne Grund misshandelte. Später halluziniert er, dass Gunther ihn in der Wohnung angreift. Als Noah und Helen später Sex haben, würgt Noah sie fast bis zur Bewusstlosigkeit. |           |                          |               |                      |                                       |                            |                                             |                 |
| 30 | 8         | Geschichte ohne Ende     | 308           | 15. Jan. 2017        | 20. Jan. 2017                         | John Dahl                  | Stuart Zicherman                            | 0,61 Mio.       |
| Alisons Perspektive: Im Gerichtsprozess um das Sorgerecht für Joanie spricht sich Luisa für alle Beteiligten überraschend für ein geteiltes Sorgerecht aus, und Cole willigt ein. Bei einem späteren Gespräch mit Cole bringt dieser zum Ausdruck, dass er Alison nicht vertraue, weil sie ihn bezüglich eines Treffens mit Noah angelogen habe. Später besucht Alison eine junge Frau, die gerade ihr Kind verloren und einen Suizidversuch hinter sich hat, und hilft ihr mit einem Gespräch bei der Verarbeitung. Als sie auf dem Rückweg Cole davon erzählt, reagiert dieser sehr verhalten und wirft ihr mangelnde Verantwortung gegenüber Joanie vor. Am Abend trifft Alison in einer Bar auf Helen, die sie zufällig beim Eintreten gesehen hat und sich zu ihr gesellt. Sie sprechen darüber, wie verschieden Noah in ihren beiden Beziehungen war. Alison will ihr auch erzählen, dass sie am Unfallort von Coles Bruder Scott war, wovon Helen aber nichts wissen möchte. Später informiert die Polizei Alison, dass Coles Alibi nichtig sei und er zum Zeitpunkt in der Nähe des Tatorts gewesen sei. Coles Perspektive: Luisa erklärt Cole vor Gericht, was sie empfindet, und dass sie den Sorgerechtsstreit beenden möchte. Cole willigt daraufhin in die geteilte Vormundschaft für Joanie ein. Anschließend fährt er zur Baustelle seines Hauses, über die der neue Bauleiter einen Baustopp verhängt hat. Alison kommt mit Donuts bei Cole vorbei, und anders als in ihrer Erinnerung, essen die beiden nicht gemeinsam. Abends schlägt Luisa Cole vor, ein Kind zu adoptieren. Er ist jedoch von dem langen Tag zu erschöpft, um darüber zu reden. Ab nächsten Tag kommt Oscar im Namen der Stadtverwaltung auf die Baustelle, um Cole zu ermahnen, dass er sich an den Baustopp halten müsse. Cole erzählt ihm von der Affäre mit seiner Exfrau Alison. Als Luisa und Cole sich abends über das Adoptieren von Kindern unterhalten, erscheint die Polizei nochmal, um nach Coles wahrem Alibi zu fragen. Er wird jedoch gegen einen der Polizisten tätlich und muss die Nacht in einer Zelle verbringen. Dort besucht ihn Alison, und er erzählt ihr, dass er in ihrer Nervenklinik war, um sich mit der Ärztin über ihren Geisteszustand zu unterhalten. Cole gesteht Alison, dass er sie immer noch liebt und sich unsicher ist, ob er Luisa verlassen soll. Nach seiner Freilassung unterhält er sich in einer schlaflosen Nacht mit Alison. Am nächsten Morgen entscheidet sich Cole, bei Luisa zu bleiben und fragt sie, ob sie noch mit ihm zusammen sein will. |           |                          |               |                      |                                       |                            |                                             |                 |
| 31 | 9         | Das Manuskript           | 309           | 22. Jan. 2017        | 27. Jan. 2017                         | John Dahl & Jeffrey Reiner | Sarah Sutherland & Sarah Treem              | 0,79 Mio.       |
| Helens Perspektive: Helen beschließt, mit den Kindern zu ihren Eltern zu fahren. Nachdem ihre Eltern von Vic geschwärmt haben, erzählt sie ihnen, dass er sie verlassen hat. Als ihre Eltern und ihre Kinder erneut schlecht über Noah reden, bricht aus ihr heraus, dass sie das Unfallfahrzeug gefahren habe. Helen will daraufhin zu Scotts Mutter fahren, um ihr dies zu gestehen. Um dies zu verhindern, wollen ihre Eltern Helen in einem Panikraum im Keller einschließen. Helen gelingt es jedoch zu entkommen und sie kehrt in einer Bar ein, wo Alison auf sie trifft. Helen erzählt ihr, dass sie das Unfallfahrzeug gefahren habe. Alison erzählt ihr darauf hin, dass sie das wisse, weil sie auch am Unfallort war und Noah das ebenso die ganze Zeit gewusst habe. Das öffnet Helen die Augen, und sie fängt am nächsten Morgen Vic vor dem Krankenhaus ab und erklärt ihm, warum sie sich um Noah gekümmert hat. Noahs Perspektive: Noah ist zu den Gunthers gefahren, um John zur Rede zu stellen. John ist auffallend anderes als in Noah Halluzinationen. Als John abstreitet, dass er Noah verfolgt, greift Noah ihn mit einem Messer an. Noah erkennt an John keinerlei Verletzungen, die während Johns Angriff in Helens Kellerwohnung geschehen sind, und realisiert, dass er halluziniert. Noah wird klar, dass John ihn nicht im Gefängnis misshandelt hat und er sich selbst am Hals verletzt hat. |           |                          |               |                      |                                       |                            |                                             |                 |
| 32 | 10        | Paris                    | 310           | 29. Jan. 2017        | 3. Feb. 2017                          | Jeffrey Reiner             | Sarah Treem & Sharr White Idee: Sharr White | 0,73 Mio.       |
| Juliettes Perspektive: Noah geht es besser und besucht Juliette in Paris. Als sie morgens nach Hause kommt, ist ihr dementer Ehemann für einen kurzen Moment bei klarem Verstand und sie genießt den Moment zusammen mit ihrer Tochter. Gegenüber der Universität, an der auch ihr Mann arbeitet, hatte sie die Krankheit bisher verschwiegen. In einem Gespräch mit der Dekanin macht Juliette reinen Tisch und erklärt ihr, dass ihr Mann nie wieder arbeiten können wird. Die Dekanin beendet daraufhin Juliettes Anstellung an der Universität, da sie annimmt, dass ein großer Teil von Juliettes Arbeiten von ihrem Mann stammen könnten. Während des Mittagessens mit Noah erfährt sie, dass ihr Mann gestorben ist. Noahs Perspektive: Auf einem Spaziergang durch Paris sieht Noah zufällig ein Plakat einer Ausstellung von Furkat, dem Freund und Chef seiner Tochter Whitney. Als er am Abend die Ausstellung besuchen will, sieht Noah, wie schlecht Furkat seine Tochter behandelt und wie er sie ohrfeigt. Er überredet Whitney daraufhin, eine Pause von der Ausstellungstour mit Furkat zu machen. Am nächsten Tag fliegen Noah und Whitney zurück in die USA, wo Whitney gerade rechtzeitig ankommt, um mit Helen, Vic und den Geschwistern Weihnachten zu feiern. |           |                          |               |                      |                                       |                            |                                             |                 |

## Staffel 4
Die Erstausstrahlung der vierten Staffel war vom 17. Juni bis 19. August 2018 auf dem US-amerikanischen Kabelsender Showtime zu sehen. Die deutschsprachige Fassung veröffentlichte der Video-on-Demand-Anbieter Prime Video vom 18. Juni bis zum 20. August 2018.
| Nr. (ges.) | Nr. (St.) | Deutscher Titel                     | Originaltitel | Erstausstrahlung USA | Deutschsprachige Erstausstrahlung (D) | Regie          | Drehbuch                                                                     | Zuschauer (USA) |
| ---------- | --------- | ----------------------------------- | ------------- | -------------------- | ------------------------------------- | -------------- | ---------------------------------------------------------------------------- | --------------- |
| 33         | 1         | Das Erdbeben bist du                | 401           | 17. Juni 2018        | 18. Juni 2018                         | Mike Figgis    | Sharr White                                                                  | 0,48 Mio.       |
| 34         | 2         | Fünf Monate, zwei Wochen, zwei Tage | 402           | 22. Juni 2018        | 25. Juni 2018                         | Rodrigo García | Sarah Treem                                                                  | 0,46 Mio.       |
| 35         | 3         | Du schaffst das schon               | 403           | 1. Juli 2018         | 2. Juli 2018                          | Colin Bucksey  | Katie Robbins                                                                | 0,56 Mio.       |
| 36         | 4         | Ein Schritt nach dem anderen        | 404           | 8. Juli 2018         | 9. Juli 2018                          | Rodrigo García | Sarah Treem                                                                  | 0,47 Mio.       |
| 37         | 5         | Letzte Briefe                       | 405           | 15. Juli 2018        | 16. Juli 2018                         | Jessica Yu     | David Henry Hwang & Sharr White Idee: David Henry Hwang                      | 0,54 Mio.       |
| 38         | 6         | Kalifornien                         | 406           | 22. Juli 2018        | 23. Juli 2018                         | Stacie Passon  | Lydia Diamond & Sarah Sutherland                                             | 0,48 Mio.       |
| 39         | 7         | Nacht in der Wüste                  | 407           | 29. Juli 2018        | 30. Juli 2018                         | Colin Bucksey  | Lydia Diamond & Sarah Sutherland Idee: Jaquén Castellanos & Sarah Sutherland | 0,54 Mio.       |
| 40         | 8         | Hohe Wellen                         | 408           | 5. Aug. 2018         | 6. Aug. 2018                          | Michael Engler | Itamar Moses Idee: Itamar Moses & Sharr White                                | 0,51 Mio.       |
| 41         | 9         | Eine andere Geschichte              | 409           | 12. Aug. 2018        | 13. Aug. 2018                         | Sam Gold       | Sarah Treem                                                                  | 0,60 Mio.       |
| 42         | 10        | Asche am Strand                     | 410           | 19. Aug. 2018        | 20. Aug. 2018                         | Rodrigo García | Katie Robbins & Sarah Treem Idee: Jaquén Castellanos & Katie Robbins         | 0,56 Mio.       |

## Staffel 5
Die Erstausstrahlung der fünften Staffel war vom 25. August bis zum 3. November 2019 auf dem US-amerikanischen Kabelsender Showtime zu sehen. Die deutschsprachige Fassung veröffentlichte der Video-on-Demand-Anbieter Prime Video vom 22. September bis zum 29. November 2019.
| Nr. (ges.) | Nr. (St.) | Deutscher Titel        | Originaltitel | Erstausstrahlung USA | Deutschsprachige Erstausstrahlung (D) | Regie          | Drehbuch                                                                   | Zuschauer (USA) |
| ---------- | --------- | ---------------------- | ------------- | -------------------- | ------------------------------------- | -------------- | -------------------------------------------------------------------------- | --------------- |
| 43         | 1         | Wieso nicht du?        | 501           | 25. Aug. 2019        | 22. Sep. 2019                         | Colin Bucksey  | Sarah Treem                                                                | 0,46 Mio.       |
| 44         | 2         | Der Tod ist herzlos    | 502           | 1. Sep. 2019         | 27. Sep. 2019                         | Colin Bucksey  | Jaquén Castellanos & Katie Robbins                                         | 0,42 Mio.       |
| 45         | 3         | Full House             | 503           | 8. Sep. 2019         | 4. Okt. 2019                          | Steve Fierberg | Itamar Moses                                                               | 0,41 Mio.       |
| 46         | 4         | Der Zuschauer          | 504           | 15. Sep. 2019        | 11. Okt. 2019                         | Toa Fraser     | Donal Lardner Ward                                                         | 0,38 Mio.       |
| 47         | 5         | Die Farbe der Trauer   | 505           | 22. Sep. 2019        | 18. Okt. 2019                         | Eva Vives      | Mike Batistick                                                             | 0,38 Mio.       |
| 48         | 6         | Supermond              | 506           | 29. Sep. 2019        | 25. Okt. 2019                         | Silas Howard   | Jaquén Castellanos & Sarah Sutherland                                      | 0,43 Mio.       |
| 49         | 7         | Nimm meinen Schmerz    | 507           | 6. Okt. 2019         | 1. Nov. 2019                          | Steve Fierberg | Sarah Sutherland                                                           | 0,37 Mio.       |
| 50         | 8         | Lasagne zum Geburtstag | 508           | 13. Okt. 2019        | 8. Nov. 2019                          | Colin Bucksey  | Kristina Woo & Sarah Treem Idee: Kristina Woo & David Henry Hwang          | 0,32 Mio.       |
| 51         | 9         | Beute                  | 509           | 20. Okt. 2019        | 15. Nov. 2019                         | Allison Anders | Katie Robbins                                                              | 0,37 Mio.       |
| 52         | 10        | Vertrau mir            | 510           | 27. Okt. 2019        | 22. Nov. 2019                         | Toa Fraser     | Itamar Moses, Katie Robbins & Sarah Treem Idee: Itamar Moses & Sarah Treem | 0,44 Mio.       |
| 53         | 11        | Memory Motel           | 511           | 3. Nov. 2019         | 29. Nov. 2019                         | Sarah Treem    | Sarah Treem                                                                | 0,47 Mio.       |